# Nikolaj Grigorjevič Repnin‑Volkonskij
Nikolaj Grigorjevič Repnin‑Volkonskij (rusky Николай Григорьевич Репнин‑Волконский; 1778 – 18. ledna 1845 Jahotyn, Ruské impérium) byl ruský šlechtic, generál, diplomat a guvernér, známý především jako účastník napoleonských válek a pozdější vojenský guvernér Maloruska. Pocházel ze šlechtických rodů Volkonských a Repninů.

## Život
Narodil se roku 1778 v rodině knížecího rodu Volkonských a byl vnukem polního maršála Nikolaje Repnina. Po jeho smrti 24. července 1801 přijal jméno a titul Repnin‑Volkonskij.
Studoval elitní vojenskou školu Pěchotní kadetský sbor (Пехотный кадетский корпус) a dne 20. října 1792 zahájil vojenskou službu jako praporčík u Izmajlovského gardového pluku (Лейб-гвардии Измайловский полк). Dne 25. dubna 1799 přešel k husarskému gardovému pluku a téhož roku se zúčastnil anglo-ruské invaze do Holandska v rámci války druhé koalice. Dne 10. října 1799 byl jmenován pobočníkem (Flügel-adjutant) cara Pavla I. a 9. října 1800 povýšen na plukovníka.

### Napoleonské války

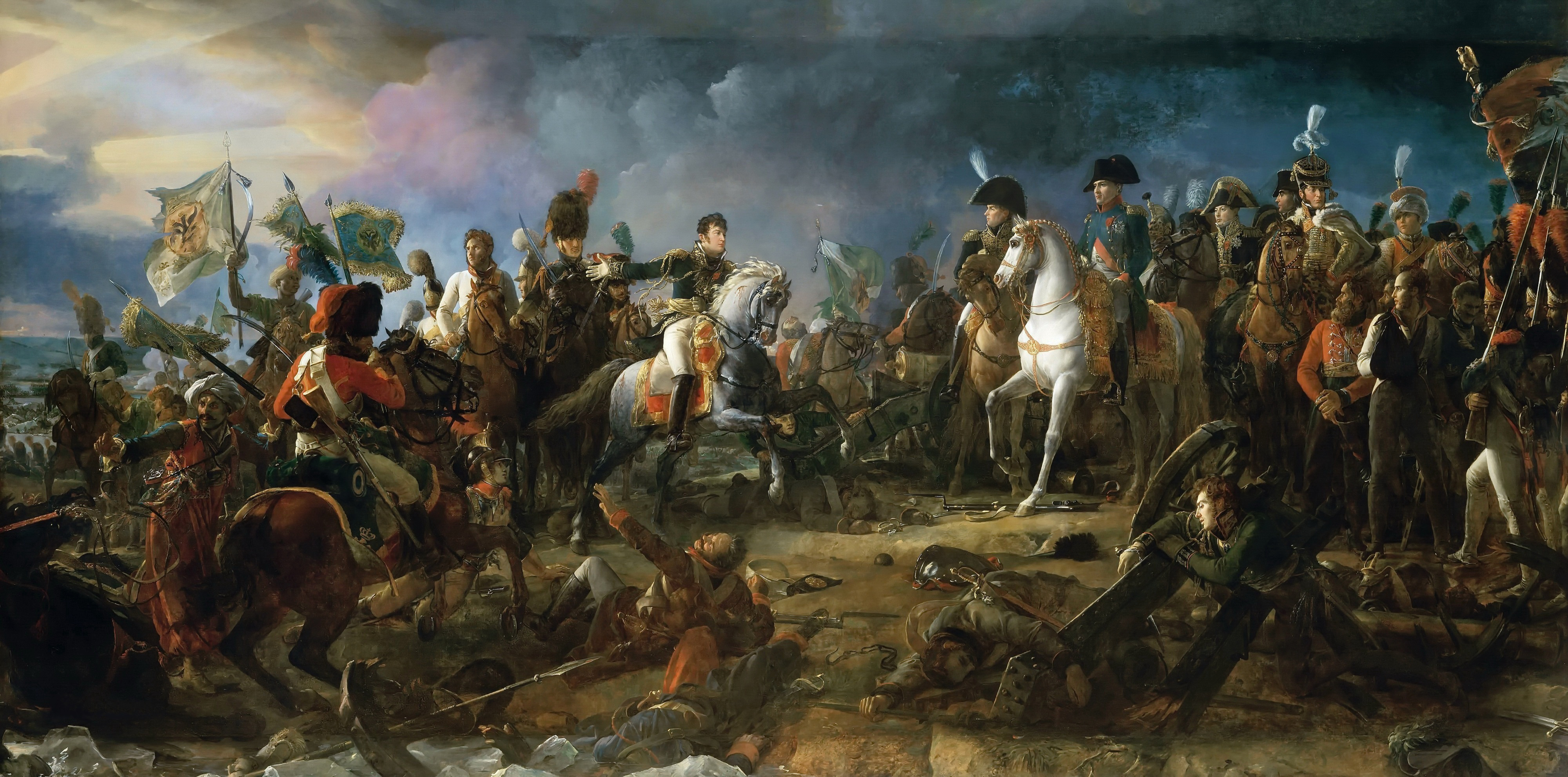
Známé vyobrazení bitvy u Slavkova od Françoise Gérarda zachycuje předvedení zajatého Repnina-Volkonského před francouzského císaře Napoleona.

Dne 29. září 1802 nastoupil ke Kavalergardskému pluku (Кавалергардский полк). V prosinci 1805 vedl eskadronu v bitvě u Slavkova, kde byl vážně zraněn a zajat. Ze zajetí byl po několika týdnech propuštěn a vysloužil si 11. února 1806 vyznamenání Řádem svatého Jiří IV. třídy.
Kvůli následkům zranění odešel 23. září 1806 do výslužby, přičemž obdržel hodnost generálmajora. Do aktivní služby se vrátil 23. listopadu 1808. Následujícího roku byl vyslán jako ruský vyslanec do Vestfálska a v únoru 1810 byl jmenován chargé d’affaires v Madridu. Napoleon ho však zadržoval v Paříži, aby zamezil ruskému vlivu ve Španělsku. Během pobytu ve Francii shromažďoval zpravodajské informace o francouzské armádě a 23. dubna 1811 byl povolán zpět do Ruska.
V roce 1812 velel jezdecké záloze 1. samostatného sboru hraběte Wittgensteina a bojoval u Kljastic, Svaljani, Polocku a Čašnik. Za zásluhy obdržel 16. září 1812 Řád svatého Jiří III. třídy. Počátkem roku 1813 vedl samostatnou mobilní jednotku, tzv. „létající oddíl“, s nímž bez boje obsadil Berlín a pronásledoval francouzská vojska až k Labi. Dne 30. března 1813 byl povýšen na generál‑adjutanta. Účastnil se bitev u Drážďan, Kulmu a Lipska.
Po „bitvě národů“ byl 20. října 1813 byl jmenován vrchním guvernérem Saska a velitelem ruských vojsk v této oblasti. Dne 17. března 1814 byl povýšen na generálporučíka a 20. listopadu téhož roku opustil Sasko a připojil se k Vídeňskému kongresu (1815).
Za zásluhy během napoleonských válek obdržel několik zahraničních vyznamenání, mimo jiné pruské Pour le Mérite, Řád černé orlice, Řád červené orlice, rakouský Leopoldův řád II. třídy a francouzský Řád svatého Ludvíka.

### Pozdější léta
V říjnu 1816 byl jmenován vojenským guvernérem Maloruska (dnešní Ukrajiny), kde se snažil realizovat správní, sociální a ekonomické reformy. Často financoval veřejné projekty z vlastních prostředků. Jeho úsilí však naráželo na odpor místní šlechty i konzervativního ministra financí Kankrina. Byl nespravedlivě obviněn ze zpronevěry a dne 18. prosince 1834 odvolán z funkce. Přestože byl předtím 7. července 1828 povýšen do hodnosti generála jezdectva, v roce 1836 byl i přes stále probíhající vyšetřování formálně propuštěn z armády.
Zklamán poměry v říši opustil Rusko a tři roky žil s rodinou v zahraničí. V roce 1842 se vrátil do Maloruska a 18. ledna 1845 zemřel na svém panství v Jahotyni v Poltavské gubernii.

## Galerie

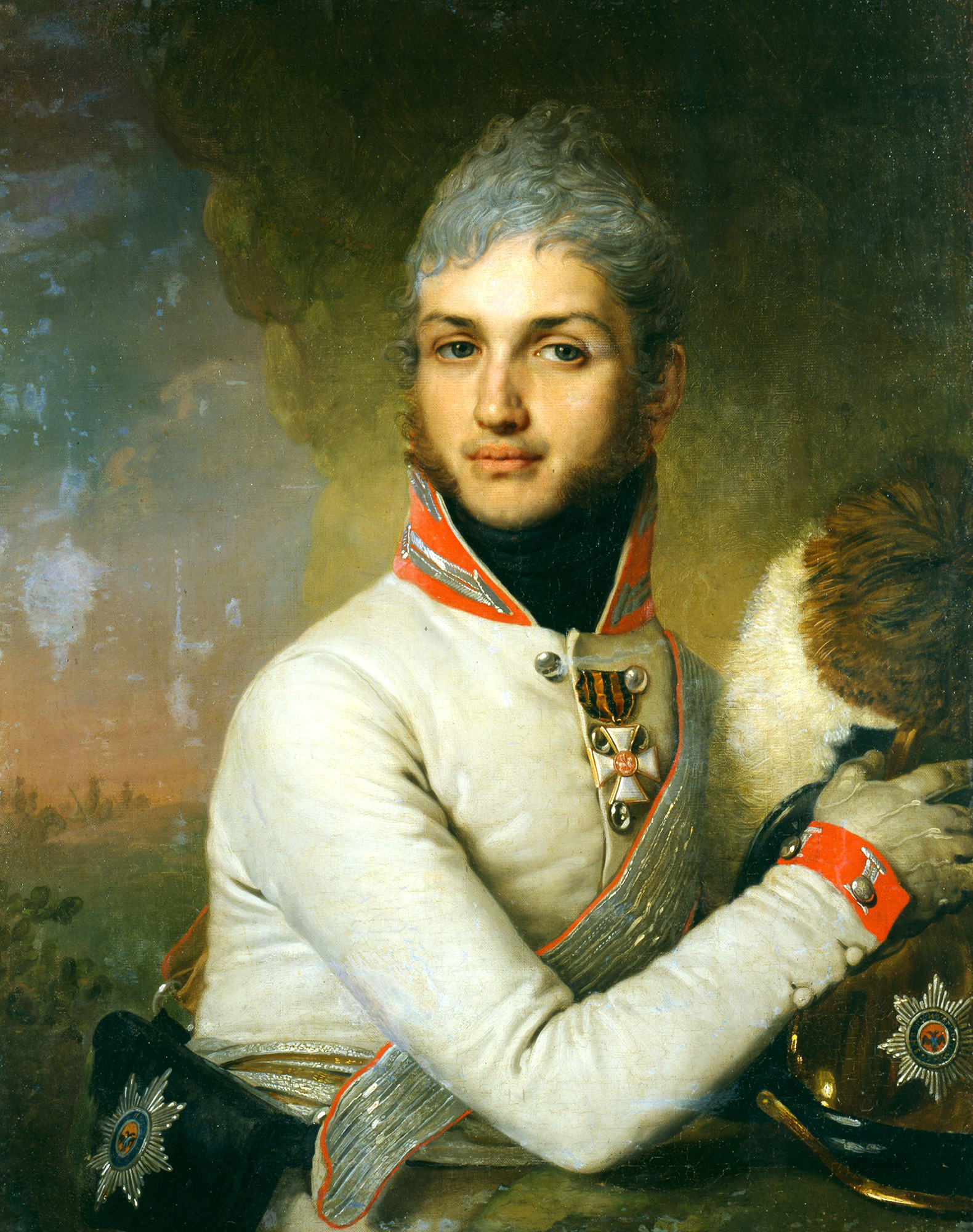
Portrét asi 28letého Repnina-Volkonského z roku 1806
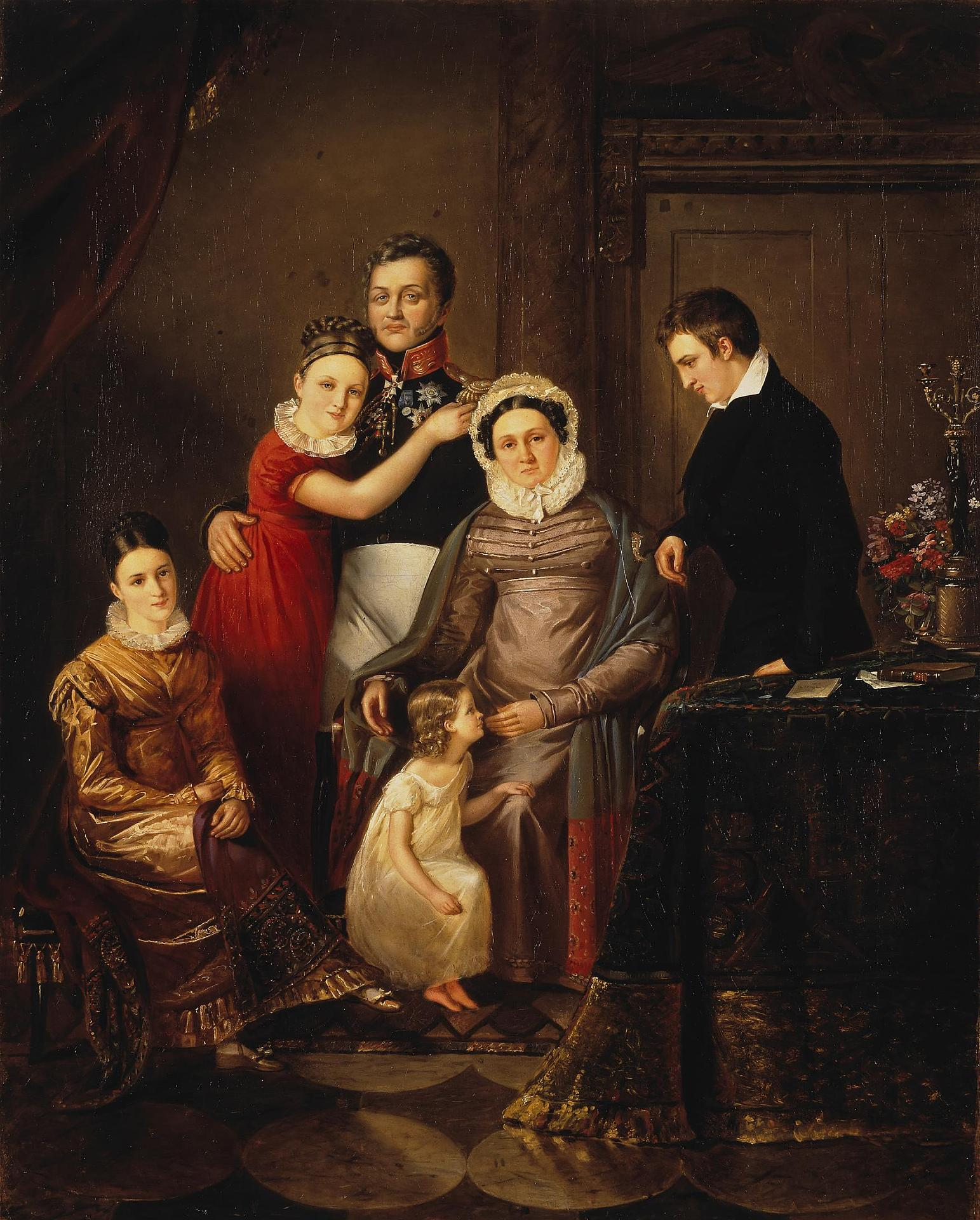
Repnin-Volkonskij s celou rodinou ve 20. letech 19. století
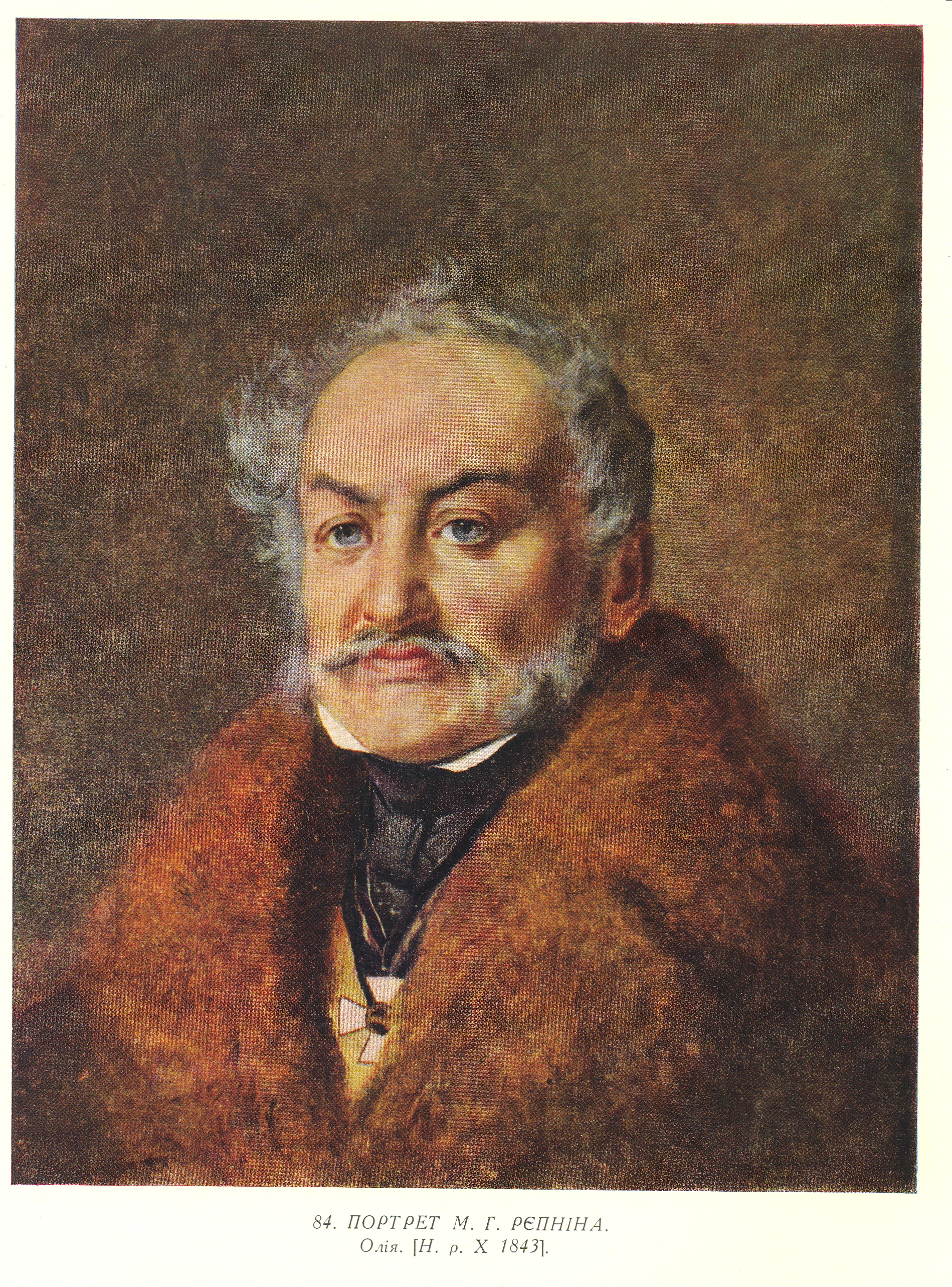
Repnin-Volkonskij po návratu do Maloruska v roce 1843